# Nagyér, Csongrád
Nagyér  este un sat în districtul Makó, județul Csongrád, Ungaria, având o populație de 538 de locuitori (2011). 

## Demografie
Componența etnică a satului Nagyér
     Maghiari (97,41%)
     Slovaci (1,39%)
     Români (1,2%)
Componența confesională a satului Nagyér
     Fără religie (43,49%)
     Reformați (13,75%)
     Luterani (2,42%)
     Necunoscută (39,78%)
     Atei (0,56%)
     Alte religii (11,9%)
Conform recensământului din 2011, satul Nagyér avea 538 de locuitori. Din punct de vedere etnic, majoritatea locuitorilor (97,41%) erau maghiari, existând și minorități de slovaci (1,39%) și români (1,2%). Nu există o religie majoritară, locuitorii fiind persoane fără religie (43,49%), reformați (13,75%) și luterani (2,42%). Pentru 39,78% din locuitori nu este cunoscută apartenența confesională.